# 藤原正光
藤原 正光（ふじわら の まさみつ）は、平安時代中期の公卿。藤原北家、関白太政大臣・藤原兼通の六男。官位は従三位・参議。

## 経歴
安和2年（969年）に円融天皇が即位すると、正光は新天皇の東宮時代の小舎人であったことも幸いし、13歳にして昇殿を許され、翌天禄元年（970年）従五位下・近江少掾に叙任される。天禄3年（972年）伯父の摂政・藤原伊尹が没して父・藤原兼通が執政になると、翌天禄4年（973年）侍従、天延2年（974年）左近衛少将、天延3年（975年）従五位上、貞元2年（977年）正五位下次いで従四位下と急速に昇進を果たす。しかし、同年11月に兼通が薨去すると、正光は閑職の右馬頭に遷り以後の昇進は滞った。
この間に正光は兼通と兄弟仲が悪かった兼家に接近したらしい。永観2年（984年）花山天皇が即位して兼家の孫・懐仁親王が東宮に立つと正光は東宮昇殿を許され、さらに寛和2年（986年）懐仁親王が即位（一条天皇）し、国母の詮子が皇太后となると皇太后宮権亮に就任するなど、兼家の近臣として認められている様子がうかがえる。同じ年、10年ぶりの昇叙によって従四位上、永祚2年（990年）正四位下と昇進していることも、兼家との関係によるものと想定される。正暦2年（991年）に円融上皇の崩御に伴い詮子が出家すると正光は皇太后宮権亮を停められるが、翌正暦3年（992年）には左近衛中将に任じられた。
長徳2年（996年）疫病の流行などによる公卿の大幅入れ替えや長徳の変を通じて藤原道長が左大臣として太政官の首班に立つと、正光の兄・顕光が次席の右大臣に任ぜられた。同年4月には正光は蔵人頭（頭中将）に補せられ、長徳4年（998年）には中将から大蔵卿に遷った。しかし、兄である顕光より、兼家から引き続いてその子である道長に近かったようで、長保2年（1000年）に道長の娘である彰子が中宮となると中宮亮に任じられている。のちに三条天皇の皇后・娍子の立后に際して、対立する中宮・妍子の父であった道長派の一員として、立后の儀式に出席するよう求めた使者に対して正光が瓦礫を投げつけているが。これは兄の一人である時光が同様に宮中からの退出を道長に妨害された一条天皇の中宮・定子のために退出の上卿を務めたこととは対照的で、兄弟で政権中枢である兼家-道長親子との距離のとり方の違いが表れている（ただし、時光も高光と共に娍子立后の儀式を欠席している）。
その後、蔵人頭の任8年を経て、寛弘元年（1004年）従三位・参議に叙任されて公卿に列す。議政官の傍らで引き続き大蔵卿を兼帯するが、それ以上の昇進はならなかった。三条朝の長和3年（1014年）2月28日に顕光や時光ら兄に先立って薨去。享年58。最終官位は参議従三位大蔵卿。

## 人物
『枕草子』には「大蔵卿ばかり耳とき人はなし」で始まる段があるが、これは正光を指しているとされ、この中で遠くに座っていた正光が、清少納言が隣にいた人でも聞き返してくるくらいの小声で言ったことを、しっかり聞き逃さなかったことが書かれている。

## 官歴
『公卿補任』による。
- 安和2年（969年） 8月13日：昇殿（元東宮小舎人）
- 天禄元年（970年） 9月20日：近江少掾（父卿加二合代）。11月20日：従五位下（大嘗会悠紀）
- 天禄4年（973年） 3月20日：侍従
- 天延2年（974年） 10月11日：左近衛少将。10月17日:昇殿
- 天延3年（975年） 正月7日：従五位上
- 天延4年（976年） 正月28日：兼近江介
- 貞元2年（977年） 正月7日：正五位下（少将労）。3月26日：従四位下（今日行幸大相国第、以家司有此賞）、止少将?[2]。4月：還昇
- 天元3年（980年） 正月29日：左馬頭
- 天元6年（983年） 正月27日：讃岐権守
- 永観2年（984年） 8月29日：東宮昇殿
- 寛和2年（986年） 6月26日：以本宮侍臣昇殿。7月5日：皇太后権亮（新立、皇太后・藤原詮子）。7月22日：従四位上（頭労）
- 永祚2年（990年） 正月7日：正四位下（造馬寮功）
- 正暦2年（991年） 9月16日：止亮（御出家）
- 正暦3年（992年） 8月28日：左近衛中将
- 正暦4年（993年） 正月13日：讃岐権守
- 長徳2年（996年） 2月19日：備中権守[2]。4月24日：蔵人頭
- 長徳4年（998年） 10月23日：大蔵卿、止中将[2]
- 長保2年（1000年） 2月25日：中宮亮（中宮・藤原彰子）
- 長保5年（1003年） 正月30日：尾張権守。12月：備前守
- 長保6年（1004年） 2月20日：備前権守。2月26日：参議、大蔵卿如元。10月21日：従三位（松尾平野北野行幸行事賞）
- 寛弘6年（1009年） 正月：越前権守
- 寛弘7年（1010年） 2月：美作権守
- 長和3年（1014年） 2月29日：薨去（参議従三位大蔵卿）

## 系譜
- 父：藤原兼通
- 母：藤原有年の娘
- 妻：源高明の娘
  - 男子：藤原兼貞
  - 女子：藤原光子 - 藤原公信室、藤原妍子女房（土御門御匣殿）
- 妻：藤原永年の娘
  - 男子：藤原永家
- 生母不明の子女
  - 男子：実慶（延暦寺阿闍梨）
  - 女子：藤原長家室